# Patricia Cornwell
Patricia Carroll Cornwell, z d. Daniels (ur. 9 czerwca 1956 w Miami) – amerykańska pisarka, autorka powieści kryminalnych, znana głównie jako twórczyni postaci dr Kay Scarpetty, lekarza sądowego.

## Twórczość

### Cykl z Kay Scarpettą
- Post mortem (Postmortem, 1990)
- Materiał dowodowy (Body of Evidence, 1991)
- Ofiary przypadku (All That Remains, 1992)
- Z nadmiernym okrucieństwem (Cruel and Unusual, 1993)
- Trupia farma (The Body Farm, 1994)
- Cmentarz bezimiennych (From Potter's Field, 1995) – wyd. pol. Prószyński i S-ka 1998, tłum. Mirosław P. Jabłoński
- Cóż złego uczynił (Cause of Death, 1996)
- Dziwna zaraza (Unnatural Exposure, 1997)
- Punkt zapalny (Point of origin, 1998)
- Czarna kartka (wersja skrócona: Wilkołak) (Black Notice, 1999)
- Ostatni posterunek (The Last Precinct, 2000)
- Śmiertelny koktajl (Blow Fly, 2003)
- Ślad (Trace, 2004)
- Predator (2005)
- Księga zmarłych (Book of the Dead, 2007)
- Scarpetta (Scarpetta, 2008)
- Intuicja (The Scarpetta Factor, 2009)
- Port Mortuary (2010)
- Red Mist (2011)
- The Bone Bed (2012)
- Dust (2013)
- Flesh and Blood (2014)
- Depraved Heart (2015)
- Chaos (2016)

### Cykl z Winem Garano
- At Risk (2006)
- The Front (2008)

### Cykl z Andym Brazilem i Judy Hammer
- Gniazdo szerszeni (Hornet's Nest, 1997)
- Krzyż południa (Southern Cross, 1999)
- Wyspa psów (Isle of Dogs, 2001)

### Pozostałe publikacje
- Kuba Rozpruwacz • Portret zabójcy (Portrait of a killer. Jack the Ripper – Case Closed, 2002)

Jest to książka w bardzo szczegółowy i wyczerpujący sposób opisująca zbrodnie oraz motywy Kuby Rozpruwacza. Autorka pisze, kto jej zdaniem jest mordercą, oczywiście posługując się dowodami i bardzo trafnymi spekulacjami. Jest to niezwykle ciekawa opowieść dokumentalna, a momentami wręcz biografia Waltera Sickerta, którego pisarka uważa za seryjnego mordercę – Kubę Rozpruwacza.